# 川上テルヒサ
川上テルヒサ（かわかみ てるひさ、1973年11月14日 - ） は、日本のパンク演歌シンガーソングライター。
福井県福井市（川西地区）出身。

## 略歴
1989年3月、福井市川西中学校卒業。1992年3月、福井工大付属福井高校卒業。
1998年、25歳でギターを始める。ロックバンド「キムチ」を結成、ギターボーカルを務める。2002年、ギター弾き語りでのソロ活動開始。
2004年、31歳で上京。福井県福井市から東京都に移住する。2005年、映画『福井青春物語』に企画原案から参加し、出演と主題歌を担当。5月1日映画祭公開、同年10月22日ロードショー公開。
2006年4月7日、NHK福井『金とく福井』第1回放送にて、「東京で福井弁で歌うロックシンガー」として紹介され、地元福井ではゴールデンタイムに約20分に渡って特集が組まれた。同年9月5日には福井県立丹生高校学校祭にて招待コンサートを行った。
上京後は毎月1～3回ペースでライブを行い、2007年12月には遠藤ミチロウとのライブを行った。
2008年には三上寛とのライブを八王子市芸術文化会館 いちょうホールなどの会場で行っている。

## 活動

### 代表曲
- 「故郷」（2003年）
- 「黄色い線の内側から」（2004年）
- 「生存率」（2004年）
- 「言の葉」（2005年）
- 「箱だより」（2007年）

### 音源
ライブアルバム
- 『オマエに今から話すのは…』（2006年）

参加CD
- 『独唱パンク・オムニバスvol.4』（2007年）

### 出演
映画
- 『福井青春物語』（2005年、森川陽一郎監督）
- 『福井青春革命』（2005年、小野寺昭憲監督）

CF
- 済生堂薬局小西本店「ココロに染みる薬、あります。」（2005年、小野寺昭憲監督、KENFIL ARTS PRODUCTION）[7]

テレビ番組
- 「金とく福井 アナタニトッテ福井ッテ何デスカ？」（2006年4月7日、NHK福井放送局）